# Sân vận động bóng đá Ulsan Munsu
Sân vận động bóng đá Ulsan Munsu (tiếng Hàn: 울산문수축구경기장), có biệt danh là Sân vận động Big Crown, là một sân vận động bóng đá ở Ulsan, Hàn Quốc. Đây là sân nhà của Ulsan Hyundai FC.
Sân vận động được xây dựng từ ngày 18 tháng 12 năm 1998 đến ngày 28 tháng 4 năm 2001 với tổng chi phí xây dựng là 151,4 tỷ won (116,5 triệu đô la Mỹ).
Nằm tại một thành phố công nghiệp lớn, Sân vận động bóng đá Ulsan Munsu mang cả hình ảnh công nghiệp và thân thiện với môi trường. Hình dáng tổng thể của sân vận động này là hình vương miện tượng trưng cho Tân La và Bangudae Petroglyphs. Sân gồm 3 tầng và 2 tầng hầm với sức chứa 44.102 chỗ ngồi. Ngoài ra còn có sân vận động phụ với sức chứa 2.590 chỗ ngồi. Bên cạnh sân vận động là công viên Munsu với hồ nước, đài phun nước và các đường đua xe đạp, quảng trường quanh hồ. Sân đã thay thế Sân vận động Khu liên hợp Ulsan. Sân đã tổ chức một số trận đấu của Giải vô địch bóng đá thế giới 2002.

## Giải vô địch bóng đá thế giới 2002
| Ngày                | Đội #1  | Kết quả | Đội #2     | Vòng   |
| ------------------- | ------- | ------- | ---------- | ------ |
| 1 tháng 6 năm 2002  | Uruguay | 1–2     | Đan Mạch   | Bảng A |
| 3 tháng 6 năm 2002  | Brasil  | 2–1     | Thổ Nhĩ Kỳ | Bảng C |
| 21 tháng 6 năm 2002 | Đức     | 1–0     | Hoa Kỳ     | Tứ kết |